# Eugenia Szaniawska-Wysocka

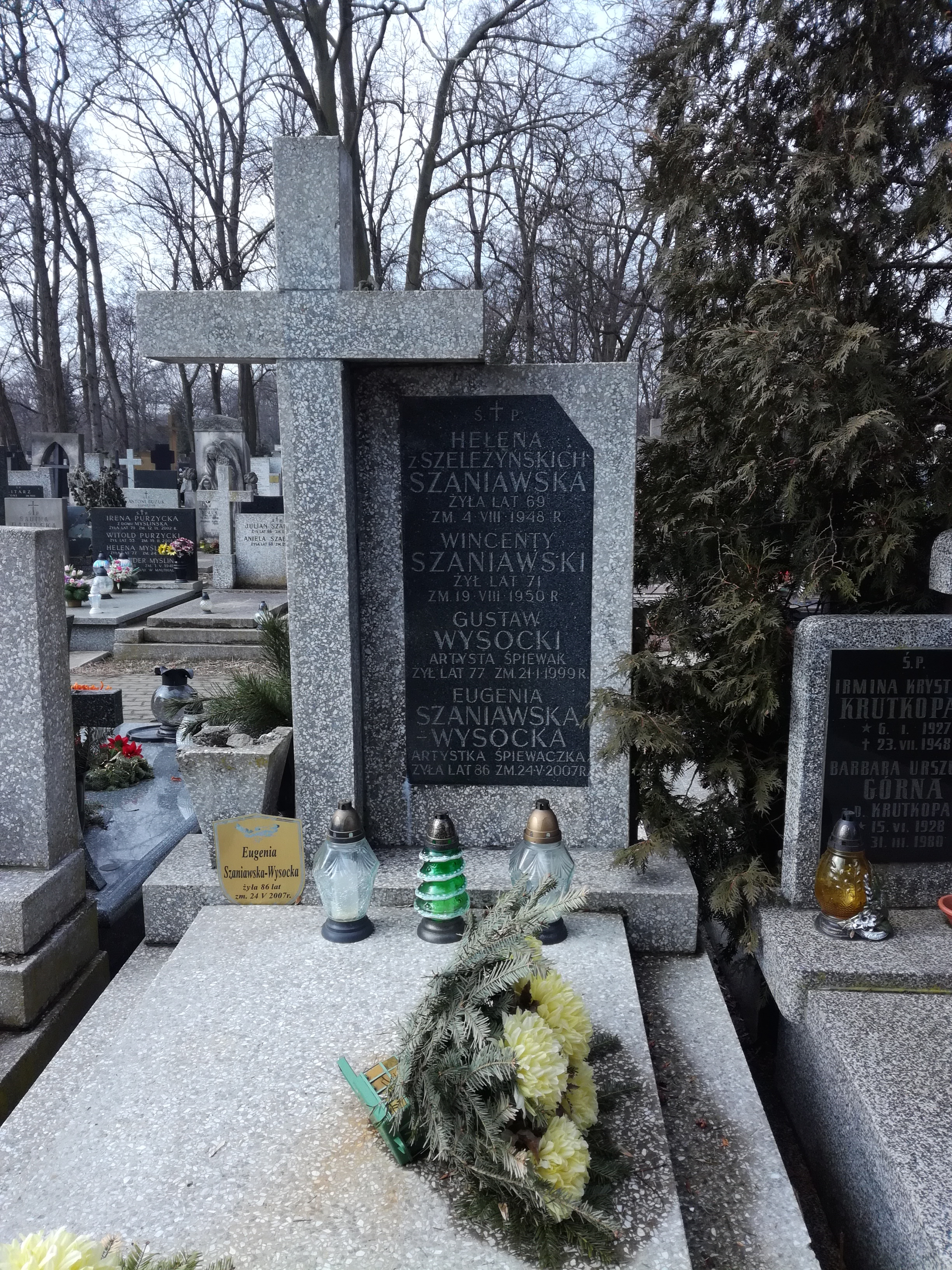
Grób Eugenii Szaniawskiej-Wysockiej na cmentarzu Bródnowskim

Eugenia Szaniawska-Wysocka (ur. 17 grudnia 1920, zm. 24 maja 2007 w Warszawie) – polska artystka śpiewaczka (sopran), pedagog.
Artystka była związana z estradą filharmoniczną, w latach 50. XX wieku często gościła na antenie Polskiego Radia. Wielokrotnie była laureatką konkursów śpiewaczych w kraju i zagranicą. Od 1959 do 1978 uczyła śpiewu w Teatrze Wielkim w Warszawie. Równolegle od 1964 do 1992 wykładała śpiew solowy w warszawskiej Państwowej Szkole Muzycznej II stopnia im. Fryderyka Chopina. Jej praca pedagogiczna znalazła odzwierciedlenie w uhonorowaniu Złotym Krzyżem Zasługi, Medalem 140-lecia Teatru Wielkiego w Warszawie oraz szeregiem odznaczeń i dyplomów. Była członkiem Stowarzyszenia Polskich Artystów Muzyków. Po uroczystościach pogrzebowych, które miały miejsce 1 czerwca 2007 Eugenia Szaniawska-Wysocka została pochowana na cmentarzu Bródnowskim w Warszawie (kw. 9D-V-15).